# 科堡附近诺伊施塔特
科堡附近诺伊施塔特（德語：Neustadt bei Coburg，官方拼写为，發音：[ˈnɔʏʃtat baɪ ˈkoːbʊʁk] ⓘ）是德国巴伐利亚州上弗兰肯行政区科堡县的城市，面积61.89平方千米，2023年12月31日人口为15,089人。

## 友好城市
- 法國 洛特河畔新城（1977年）
- 德国 松讷贝格（1990年）